# ماکاراینگو
ماکاراینگو (به لاتین: Makaraingo) یک منطقهٔ مسکونی در ماداگاسکار است که در امبتوماینتی واقع شده‌است. ماکاراینگو ۵٬۹۱۵ نفر جمعیت دارد.